# 錫雷舒鄉 (布勒伊拉縣)
45°0′2″N 27°26′54″E / 45.00056°N 27.44833°E
錫雷舒鄉（羅馬尼亞語：Comuna Cireșu, Brăila），是羅馬尼亞的鄉份，位於該國東南部，由布勒伊拉縣負責管轄，面積108平方公里，海拔高度30米，2007年人口3,370，人口密度每平方公里31人。